# Thirteen (album van Emmylou Harris)
Thirteen is een album van de Amerikaanse muzikant Emmylou Harris, uitgebracht in 1986. De titel is afgeleid van de status van haar dertiende studioalbum (als je haar debuutalbum uit 1969, uitgebracht op een onafhankelijk label, niet meetelt, wat Harris zelf zelden erkent).
Het album werd gecoproduceerd door Harris en haar toenmalige echtgenoot, Paul Kennerley. Het werd in 2013 uitgebracht als cd in een compilatie van Rhino Entertainment Company genaamd Emmylou Harris Original Album Series Vol. 2.
Twee singles van het album werden uitgebracht en bereikten de Hot Country Singles-hitlijst, met "If I Had My Heart Set on You" op nummer 60 en "Today I Started Loving You Again" op nummer 43. Laatstgenoemde werd genomineerd voor de Beste Vrouwelijke Countryzangeres tijdens de 29e Grammy Awards.